# Jonathan Christoph Berthold
Jonathan Christoph Berthold (* 5. Mai 1787 in Leutersdorf; † 17. Dezember 1864 in Oberoderwitz) war ein deutscher Arzt und der erste Homöopath der Oberlausitz. Ihm zu Ehren wurde eine Gedenktafel an der Südmauer der Kirche Oberoderwitz angebracht.
Berthold wurde 1787 als vierter Sohn des Leutersdorfer Pfarrers geboren, sein Vater starb, als er zehn Jahre alt war. Er wurde daraufhin von seinem ältesten Bruder aufgenommen, der als Arzt in Leutersdorf arbeitete. Für sein Medizinstudium zog Berthold 1805 nach Berlin, wo zwei seiner Brüder als Kaufleute lebten. 1808 besuchte er die Chirurgische Akademie in Dresden.
Obwohl mittellos, brach Berthold 1809 in Richtung Orient auf. Bereits in Prag bat man ihn jedoch als Feldarzt in die österreichische Armee einzutreten, da viele Ärzte durch das Lazarettfieber gestorben waren. Berthold nahm das Angebot an, trat jedoch im nächsten Jahr nach Ende des Krieges, am 15. April 1810 wieder aus dem Königl. Hauptfeld Spital Nr. 33 der Armee aus. Am 16. August 1810 absolvierte er sein Staatsexamen in Dresden und ließ sich zunächst in Spitzkunnersdorf nieder, wo er am 14. April 1814 Maria Magdalena Neumann ehelichte. Zwei Jahre später siedelte er nach Oberoderwitz über, wo am 9. Februar 1819 sein Sohn Gustav Adolph Berthold geboren wurde, der später als Maler und Schriftsteller arbeitete.
Bereits ab 1819 beschäftigte sich Berthold mit der Lehre Samuel Hahnemanns und war der erste homöopathische Arzt der Oberlausitz. Johann Gottlieb Korschelt zufolge hatte er mit dieser Behandlungsmethode auch großen Erfolg.
Am 14. April 1864 beging Berthold seine Goldene Hochzeit, starb aber noch im selben Jahr an einem Schlaganfall. Neben der Medizin beschäftigte sich Berthold auch mit einigem Erfolg mit der Holzschnitzerei.